# A Country Cupid
A Country Cupid er en amerikansk stumfilm fra 1911 af D. W. Griffith.

## Medvirkende
- Blanche Sweet som Edith
- Edwin August som Jack
- Edna Foster som Billy
- Joseph Graybill
- Kate Bruce